# Batalla de El Tala
La batalla de El Tala (27 de octubre de 1826) fue un enfrentamiento militar librado entre las tropas federales del caudillo riojano, coronel Juan Facundo Quiroga, y las del unitario encabezadas por el Gregorio Aráoz de Lamadrid, ocurrido en el contexto de la guerra civil de 1826-1827. El combate finalizó con una contundente victoria federal. 

## Antecedentes
El presidente Bernardino Rivadavia envió al coronel Gregorio Aráoz de Lamadrid a hacer levas en el noroeste del país, pero aquel no obedeció las órdenes. El 25 de noviembre de 1825, Aráoz de Lamadrid se apoderó del gobierno de la provincia de Tucumán. Meses antes, el 16 de julio, el gobierno de la provincia de Catamarca quedó a cargo del coronel unitario Manuel Antonio Gutiérrez. Sin embargo, debido a que tenía una fuerte oposición y había una creciente influencia del comandante de armas y caudillo de la vecina provincia de La Rioja, coronel Juan Facundo Quiroga, quien le dio refugió a varios opositores, destacando el coronel José Manuel Antonio Figueroa Cáceres, el gobernador catamarqueño buscó mantenerse en el poder con el apoyo de Aráoz de Lamadrid, lo que supuso una ruptura de la tradicional alianza que tenía Catamarca con la provincia de Santiago del Estero, donde gobernaba el coronel mayor (general) Juan Felipe Ibarra. En respuesta, Ibarra empezó a apoyar al exiliado Figueroa Cáceres.
Además, el presidente también era unitario y deseaba crear un ejército nacional leal al gobierno central que estuviera a las órdenes del brigadier general Juan Antonio Álvarez de Arenales, gobernador de la provincia de Salta, por lo que envió 2000 fusiles y 1500 sables a Tucumán y Catamarca, en lugar de usarlas para la guerra del Brasil. Según el historiador Vicente Fidel López, su plan incluía convencer a los gobernadores de Mendoza y San Juan para que reclutaran un ejército de 2000 hombres que operaría contra Bustos y Quiroga.
Como el primer paso para afirmar su poder era deponer al gobernador de Córdoba, brigadier general Juan Bautista Bustos, este último solicitó ayuda a sus aliados federales. Pronto, Ibarra dejó de enviar ayuda militar a la guerra contra los brasileños y Quiroga empezó a movilizar a sus milicias, pues ambos temían que Rivadavia intentaría deponerlos pronto. El 1 de agosto de 1826, tropas riojanas y santiagueñas invadieron Catamarca al mando de Figueroa Cáceres, llegando a tomar San Fernando del Valle de Catamarca y nombrar gobernador a Pío Isaac Acuña. Gutiérrez huyó a Ancasti, donde se rehízo con 100 tucumanos enviados por el gobierno aliado y recuperó la ciudad, capturando a Figueroa Cáceres, a quien ejecutó sin trámites el 14 de agosto. Causó la furia de los vecinos de San Fernando del Valle de Catamarca, quienes expulsaron al gobernador. Gutiérrez huyó a San Miguel de Tucumán porque tenía muy pocos soldados y ahí formalizó una alianza con Aráoz de Lamadrid. El 26 de septiembre, Aráoz de Lamadrid se puso en campaña y devolvió al poder a Gutiérrez.
Posteriormente, a inicios de octubre, Bustos le informó a Quiroga que el convoy con las armas apartadas por Rivadavia había entrado en tierras tucumanas, por lo que el caudillo riojano decidió deponer a Aráoz de Lamadrid. El riojano entró en Catamarca y su vanguardia venció a Gutiérrez en Coneta el 9 de octubre, obligando al gobernador catamarqueño a huir. Gutiérrez llegó al sur de Tucumán, donde informó de su derrota y su aliado respondió enviado 300 jinetes a cargo del coronel José Ignacio Helguero para ayudarlo a recuperar el poder. Rápidamente arrollan a la vanguardia federal y recuperan San Fernando, sin embargo, Quiroga avanza rápido con el grueso de su ejército y se ven obligados a abandonar Catamarca con unos pocos hombres.
El 20 de octubre, la noticia de la invasión llega a San Miguel y gobernador tucumano le solicita una entrevista a su contraparte santiagueña en Vinará, prometiendo ir acompañado solo de dos soldados y un par de ayudantes. Al día siguiente, este último se niega, aumentando la preocupación de los unitarios. Esa misma jornada, Aráoz de Lamadrid convocó en el campo del fuerte de La Ciudadela a todos los escuadrones de milicias disponibles, lo que se logró esa tarde. Justo pasaba por San Miguel en camino a Salta una caravana de carretas con 200 fusiles y 1500 sables. El gobernador tucumano carecía de armas para sus tropas y había sido comunicado por el ministro Julián Segundo de Agüero del propósito de la comitiva, pero decidió tomar un uno o dos cajones con 40 fusiles y otro con igual número de sables, escribiendo una carta a Álvarez de Arenales comprometiéndose en devolverlas en cuanto pudiera; según Sarmiento, fueron 50 fusiles y otros tantos sables.

## Fuerzas enfrentadas
En el intercambio epistolario del coronel Helguero, entonces gobernador delegado de Tucumán, se afirma que las fuerzas aliadas de Catamarca y Tucumán sumaban 600 hombres, frente a los 1200 riojanos que les dieron batalla. El presidente de Bolivia, Antonio José de Sucre, afirmaba que los unitarios movilizaron 2000 hombres para detener a la expedición de Quiroga, que contaba con solo 1700. El historiador decimonónico de tendencias unitarias, Domingo Sarmiento, los riojanos se componían de 200 infantes y el regimiento Colorados, mientras que sus enemigos eran apenas 50 infantes con algunos escuadrones de milicias de caballería. En sus Memorias, Aráoz de Lamadrid afirmaba que los riojanos contaban con 300 infantes y 800 o más jinetes. Respecto de su propio ejército, el gobernador tucumano sostenía que contaba con unos 400 milicianos. También 90 a 100 cívicos que había reclutado junto a un escuadrón en Monteros y Río Chico. En San Ignacio se le incorporaron 80 catamarqueños traídos por Gutiérrez, de los cuales reclutó 40 como infantes y les entregó fusiles para incorporarlos a los cívicos. En total, serían unos 650 hombres. Su artillería se componía de dos piezas.
Según la historiadora Lily Sosa de Newton, ambos bandos tenían alrededor de 1000 hombres con predominancia de la caballería, estimación que apoyaba su colega Félix Best. Por su parte, Bernardo Frías estimaba que los tucumanos y catamarqueños sumaban 650 hombres, incluyendo menos de 100 guardias cívicos de Tucumán, mientras que los riojanos 300 infantes y 800 jinetes. En el ejército federal destacaba el famoso regimiento Colorados, cuyos integrantes recibían ese apodo por el color de sus prendas; Sarmiento acusaba que el color rojo que llevaban como bandera era una señal de barbarie.
Muy crítico de la figura de Aráoz de Lamadrid, Frías le acusa de no intentar reunir una fuerza mayor en aras de conseguir una victoria más gloriosa. Se basa en que el comandante unitario declaró públicamente que derrotaría al caudillo riojano reclutando 25 hombres de cada escuadrón disponible. En cambio, el gobernador tucumano se justificaba afirmando que contaba con 16 escuadrones, pero carecía de lanzas y tercerolas para armarlos a todos, así que eligió a 25 por cada escuadrón. Sin embargo, reconocía haber afirmado ante sus hombres que sólo necesitaba 25 hombres solteros por escuadrón, pero que lo hizo para infundir confianza en sus milicianos. También se lamentaba que la orden presidencial de formar el regimiento N.° 15 de Caballería le llegó demasiado tarde para organizar dicha unidad. Según él, la orden la recibió justo al comenzar la batalla. De haberla recibido antes, hubiera detenido el armamento que iba para Salta y lo habría usado para armar los 2000 o más hombres disponibles.

## Combate

### Comienzo
Rápidamente, los federales avanzaron hasta las cercanías de San Miguel. Al atardecer del 26 de octubre hubo un breve combate en San Ignacio, donde se capturaron a algunos federales. Durante la noche, el gobernador tucumano interrogó a los prisioneros sobre los motivos de la invasión de Quiroga y les entregó una carta para el caudillo en que proponía una entrevista personal para evitar derramamiento de sangre, luego los liberó. Su petición de negociación de una tregua no obtuvo respuesta. Según Rodolfo Ortega Peña, lo que en verdad buscaba era ganar tiempo para aglomerar en San Miguel a sus guardias cívicos (milicianos) o conseguir que Álvarez de Arenales le enviara refuerzos salteños, pero el riojano no cayó en la trampa y no le dio tiempo. Esa noche, los unitarios acamparon a cuatro leguas del campo de El Tala, donde habían retrocedido los federales desde San Ignacio durante la mañana.
En la madrugada siguiente, al no recibir respuesta, el gobernador tucumano ordenó formar una línea de batalla. Los dos ejércitos dispusieron a su infantería y artillería en el centro, con su caballería en las alas. El ala derecha de los unitarios quedó a cargo de Gutiérrez, mientras que la derecha fue puesta a las órdenes de Helguera; Aráoz de Lamadrid se reservó el centro, compuesto de 220 hombres (90 cívicos, 40 catamarqueños y 80 milicianos de reserva a las órdenes del sargento mayor Gregorio Paz). Del ejército federal se sabe que el regimiento Colorados se quedó al frente del centro de la línea. En el centro también estaban los 300 infantes y atrás, como reserva 200 milicianos. El combate se inició cuando la artillería unitaria abrió fuego contra la infantería enemiga en el centro. La infantería federal empezó a realizar pequeños ataques, dándose luego pequeñas escaramuzas hasta que la lucha se generalizó en toda la línea. Los dos tiros de cañón que realizó la artillería unitaria contra la infantería federal fueron la señal para que los jinetes en sus alas cargaran.
En esos momentos, los jinetes catamarqueños y tucumanos hicieron retroceder a sus contrapartes riojanas, Aráoz de Lamadrid, con su sable en alto, ordena dar caza a los federales que huyen.  Todos los jinetes unitarios se dedicaron a perseguir a sus rivales en las alas. El caudillo riojano, al ver retroceder a sus hombres, lideró furioso una carga con 200 jinetes de su reserva y proclamando «va a recobrar aunque sea en la puerta del Infierno» su estandarte. Se trataba del famoso estandarte de Quiroga con el lema «Religión o muerte» o la inscripción «Rn. O M.», una bandera negra y con una calavera y dos huesos entrecruzados al centro. Según Frías, lo había perdido recién comenzada la lucha. En cambio, Aráoz de Lamadrid afirmaba que fue capturado por sus cívicos cuando enfrentaron a la infantería de Quiroga.
Al mismo tiempo, Quiroga ordenaba a su columna de infantería atacar en el centro. El comandante unitario reaccionó reuniendo 80 jinetes propios y salió a su encuentro. Cuando los cuerpos de caballería se acercaron, los federales dieron media vuelta y huyeron en aparente dispersión. En esos momentos, el gobernador tucumano se quedó con apenas 30 hombres mientras que el resto fue a perseguir a los federales.

### Lucha en el centro
En el centro, la infantería federal avanzó contra su contraparte unitaria y pronto los cívicos tucumanos estaban en una situación crítica. Aráoz de Lamadrid tomó 30 jinetes y galopó a ayudar a sus infantes mientras que dejaba al resto de su caballería perseguir a los federales. Sin embargo, se encontró con que la infantería de Quiroga se retiraba en orden al ver los acontecimientos de sus alas y el comandante unitario aprovechó para lanzarse sobre los infantes, pero cuando estaba a tiro de fusil la infantería le plantó cara y disparó a los jinetes, logrando que el comandante unitario cayera de su caballo, lo que hizo que sus soldados huyeran. Algunos jinetes unitarios también cayeron y el mayor Gregorio Paz fue herido en una mano. Aráoz de Lamadrid se levantó para encontrarse rodeado de federales en retirada, por lo que empezó a gritar a todo pulmón: «¡Yo soy el general Lamadrid!¡Ofrezco indulto a todo el que se me rinda!». Esto le permitió abrirse paso hasta su línea y continuar la brega. Según el gobernador tucumano, le dispararon muchos tiros y ninguno le dio. Se dirigió al flanco izquierdo de los federal y ahí contactar con algunos jinetes unitarios. Luego se dirigió con sus cívicos y jinetes en el centro.
En las alas, los jinetes riojanos habían dado media vuelta y plantaron combate a sus persecutores, quienes fueron tomados por sorpresa y empezaron a huir desconcertados, sin escuchar las órdenes e insultos de su comandante en jefe, quien debió contentarse con reunir un pequeño grupo de fieles para cargar; en palabras de Sosa de Newton «Todo es inútil cuando los combatientes ya no quieren serlo». En el centro, la infantería federal estaba formada en una columna cerrada y continuó su retirada en paz, a pesar de que Aráoz de Lamadrid cargó solo para intentar romper su línea, profiriendo gritos y dando cuchilladas para matar a todo el que tenía enfrente. Sucedía que la caballería unitaria que lo acompañaba se había quedado atrás, temerosa de seguirlo. Según Frías, el comandante unitario sólo se preocupaba de demostrar su valor personal, sin importarle si era o no tácticamente conveniente o valía el riesgo para sus hombres, y como él siempre iba en cabeza, las unidades que lo seguían rápidamente quedaban sin mando. Al darse cuenta de que estaba solo, Aráoz de Lamadrid atravesó la línea federal y dio media vuelta para volver con sus hombres, que nuevamente habían huido. Mientras la infantería federal seguía en retirada bajo el fuego de los cañones unitarios, pero Aráoz de Lamadrid contuvo el fuego de sus cívicos para organizar una tercera carga.
Finalmente, Aráoz de Lamadrid lideró una tercera carga y sucedió lo mismo, antes de llegar a la línea federal sus soldados dieron media vuelta y huyeron, dejándolo arremetiendo solo. Sin embargo, en esta ocasión a 50 pasos de la línea federal su caballo cayó malherido por balas y bayonetas. Según sus Memorias 3 o 4 soldados que lo acompañaban también murieron por el fuego. El comandante unitario logró ponerlo de pie, pero la bestia tenía su pecho atravesado de balas y ya no pudo moverse. Para rematar su mala suerte, pronto fue rodeado por un grupo de jinetes riojanos con los que empezó a pelear hasta quedar sin sentido. En sus escritos mencionó que eran 14 a 18 jinetes que se habían refugiado con la columna de infantería federal y que se defendió con su espada, pero fue rápidamente sobrepasado. Los cívicos unitarios, que avanzaban más atrás, lo vieron caer y algunos intentaron llegar a auxiliarlo pero como no todos avanzaban, acabaron por regresar con la línea. Finalmente, al ver la pelea y dándolo por muerto, lloraron y huyeron todos. Así, el que la infantería acabara con el comandante unitario decidió la batalla.
Mientras tanto, Quiroga tomó 100 jinetes de su reserva y lideró un contraataque que le dio la victoria; el unitario Sarmiento afirmaba que Quiroga abandonó la batalla cuando su caballería fue vencida al principio y después no volvió hasta después de concluida la lucha. En una carta al gobernador santiagueño, el riojano menciona que la batalla comenzó a las 08:00 horas y duró dos horas y cuarto.

### Destino de Aráoz de Lamadrid

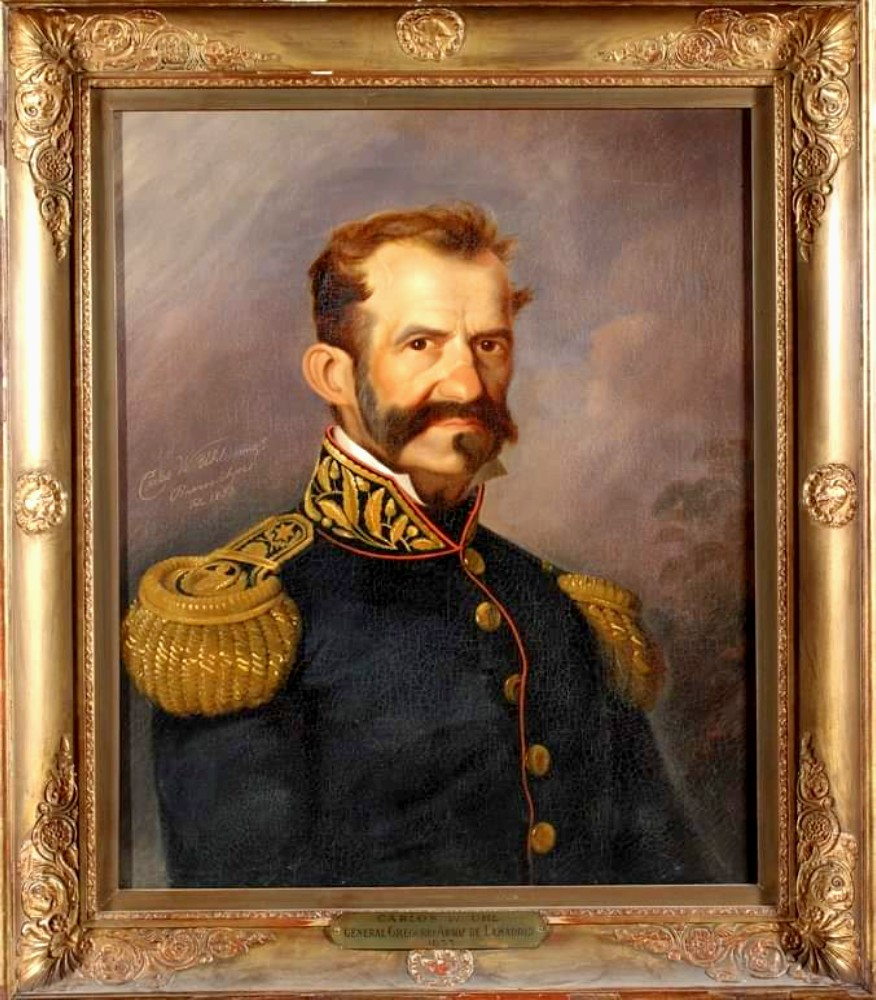
Retrato de medio cuerpo del general Gregorio Aráoz de Lamadrid, en marco de madera labrada en oro, por Carl W. Uhl, 1853.

Los milicianos federales eran pobres y carecían de camisas, así que tomaron como trofeos sus armas y ropas, y dándolo por muerto al gobernador tucumano, lo abandonaron desnudo y con 15 heridas de sable. Tenía 11 en la cabeza, dos en la oreja derecha, una en la nariz que quedó volteada sobre el labio, un corte en el brazo izquierdo, un bayonetazo en la paletilla y un tiro en la cabeza cuando intentaron rematarlo en el piso. Además, lo pisotearon con sus caballos y le dieron culatazos antes de abandonarlo.
Por entonces, el mayor Ciriaco Díaz Vélez regresó al campo de batalla con algunos jinetes en búsqueda de Aráoz de Lamadrid, cuando divisó una columna de infantes sin bandera. El mayor creyó que eran prisioneros federales, pero al acercarse fue recibido por una descarga de disparos y ordenó huir, sin embargo, chocó con un árbol y cayó, siendo tomado prisionero con 6 a 7 heridas de lanzas y sables. Es llevado ante Quiroga, quien ya había sido informado de la muerte del comandante unitario por el coronel Juan de Dios Bargas, quien también le presentó las armas, sombrero y ropas del supuesto fallecido al caudillo riojano; el prisionero reconoce aquellas prendas como pertenecientes al gobernador tucumano.
Quiroga resolvió reunir algunos jinetes para buscar a Aráoz de Lamadrid. Según el tucumano, los federales estaban tan dispersos que fue preciso traer a muchos desde los Llanos. El malherido Díaz Vélez fue llevado en ancas y después que reunieron todos los cadáveres del campo de batalla en un lugar se le mandó identificar al comandante unitario. Pero la mayoría de los cuerpos estaban desnudos e hinchados después de 10 horas al sol, siendo imposible identificarlo. Luego, Díaz Vélez le explicó personalmente a Quiroga que no encontró al gobernador tucumano, y que había intentado identificarlo mediante heridas antiguas que tenía: un balazo en el muslo izquierdo recibido en la batalla de Salta y un diente que le faltaba en la mandíbula inferior. El caudillo riojano resolvió acampar a su gente después de cerciorarse que los unitarios sobrevivientes se habían retirado y escribió a Ibarra, pidiéndole que las fuerzas de ambos entraran juntas en San Miguel.
Aráoz de Lamadrid describió en sus Memorias que los cívicos se retiraron hasta el pie de un monte y entonces uno dijo: «¿Cómo es posible que dejemos a nuestro gobernador tirado en el campo? ¡Si hay dos hombres que me acompañen para ir a buscar su cadáver y llevarlo a Tucumán, yo me vuelvo!». Pronto tuvo dos voluntarios, montaron unos caballos y juntos buscaron el cuerpo del gobernador tucumano en el campo, encontrándolo desnudo, ensangrentado y solo con un escapulario de Mercedes que le había regalado su esposa y un pedazo del cordón donde colgaba su reloj. Sin embargo, seguía vivo, así que un soldado lo llevó delante de él en su caballo y comenzaron a andar, pero al ver a una partida de caballería aproximarse creyeron que eran federales y galoparon para huir. Aráoz de Lamadrid se dio cuenta, se tiró del caballo y grito «¡Sálvense ustedes, que yo voy a morir!», al no haber tiempo los soldados obedecieron. Sin embargo, fue un error, pues la partida resultaron ser unitaria y al acercarse lo reconocieron y lo subieron a una montura, pero entonces avistan a una tercera partida de jinetes aproximarse y sucede lo mismo. El gobernador se tira de la bestia y les grita a sus hombres que se salven; nunca se supo si eran unitarios o federales los que venían. El comandante unitario quedó tendido en el campo solo hasta que un cabo de las milicias catamarqueñas, llamado Francisco o Miguel Núñez (el propio Aráoz de Lamadrid no recordaba cuál era su nombre), lo encontró. El cabo había vuelto al campo precisamente a buscar al gobernador y había dado con él a eso de las 15:00 horas, pero el herido le pidió agua, así que resolvió dejarlo a un costado de un camino y buscar algún líquido. Después de galopar una legua sin encontrar ayuda, dio con un chifle de agua y volvió. No encontró al herido en el lugar y debió seguir el rastro de sangre para descubrir que se había arrastrado debajo de un árbol. Núñez se acercó al gobernador, quien empezó a gritar que no se rendía, así que le explicó que era de su bando y le dio el agua. A las 17:00 horas, viendo que los federales volvían al campo de batalla, Núñez subió al gobernador a su montura y juntos se marcharon. Aráoz de Lamadrid varias veces estuvo por caerse de la bestia, pero a las 20:00 horas consiguieron llegar a un rancho cercano. Los locatarios consiguieron traer a un curandero santiagueño que le ayudó a sanar las heridas. Luego, con algunos milicianos tucumanos que fueron llegando, trasladaron al gobernador a Río Chico por bosques y cerros para evitar al enemigo.
El 30 de octubre, algunos parientes y cercanos llegaron a visitarlo y resolvieron llevarlo a San Miguel. A las 12:00 horas del 2 de noviembre, llegó a la ciudad y mucha gente fue a recibir al gobernador que estaba por entonces inconsciente; hubo repiqueteos de campanas y celebraciones. Días después, unas pocas horas antes que entraran los federales en la urbe, el herido fue trasladado a Trancas.

## Consecuencias

### Bajas
En la carta que escribió a Ibarra, el caudillo riojano menciona que murieron 17 unitarios, aparte de 74 prisioneros, muchos de ellos heridos, incluyendo a Ciriaco Díaz Vélez; entre los enemigos muertos no contaba a Aráoz de Lamadrid por no haber encontrado su cadáver. Respecto de sus propias bajas, menciona 13 muertos y muchos heridos, además de 50 hombres que seguían sin volver al campamento al final del día. También capturó 150 armas de chispas y numerosos sables.
En una carta a su esposa, Quiroga admitió haber sufrido 17 muertos y 70 heridos en cuatro ataques, incluyendo al capitán Ángel Vicente Peñaloza, frente a 74 muertos y 35 heridos de los vencidos. Afirmaba que «En el número de muertos se cuenta el valiente y nunca bien ponderado D. Greg. Araoz de Lamadrid, Gobernador de Tucumán» y que sus unidades quedaron destrozadas, salvándose sólo la infantería y el escuadrón de Argañaráz que estaba en reserva. Sin embargo, se muestra dispuesto a marchar contra Salta si la guerra sigue.

### Postrimerías
La noticia de la derrota y supuesta muerte del gobernador llegó a San Miguel al día siguiente. Sin embargo, el 29 de octubre, llegó un tambor cordobés anunciando que seguía vivo, pues había ayudado a trasladarlo a Río Chico. Aunque mucha gente le dio dinero para ayudar a pagar el mantenimiento del herido, la mayoría creyó que fue una invención de su secretario, el doctor Manuel Berdía, para impedir desórdenes en la ciudad.
El 10 u 11 de noviembre, los federales entraron en San Miguel después de la victoria, ciudad que ocuparon sin cometer actos de violencia, según el unitario Sarmiento, porque la Constitución unitaria había creado una conciencia ciudadana que no aceptaba tales comportamientos. En cambio, Aráoz de Lamadrid acusa que cometieron toda clase de excesos, aunque no da detalles. Según este último, antes de su llegada, Berdía, Helguero, varios comerciantes, 800 cívicos y milicianos y la mayor parte de la población, abandonaron la ciudad para refugiarse en la posta de Tapia.
Antes de acabar la primera mitad de diciembre, Quiroga e Ibarra se habían separado, abandonado Tucumán y regresado a sus provincias. Solo quedaba el gobierno unitario de Álvarez de Arenales en Salta y del presidente Rivadavia en Buenos Aires. Sin embargo, Rivadavia contaba con una poderosísima oposición y sólo por los esfuerzos de sus partidarios en Salta y Tucumán pudo continuar la guerra.
El gobernador salteño envió al coronel Francisco Bedoya con 2500 hombres a Tucumán, ya desocupado por Quiroga. El 5 de diciembre, Aráoz de Lamadrid recuperaba el gobierno de su provincia. Quiroga, a pesar del consejo de Ibarra, no ocupó Catamarca, el 31 de diciembre llegó a La Rioja con los 800 hombres que le quedaron después de El Tala y luego marchó a la provincia de San Juan. Durante ese mes, Gutiérrez aprovechó que el riojano había desocupado su provincia para recuperar el poder y hacer fusilar a varios opositores y arrestar a otros, incluido Acuña, sin embargo, la provincia siguió por varios años en una situación política inestable hasta que cayó bajo la influencia del coronel tucumano Alejandro Heredia. A finalizar 1826, todo el país estaba en manos federales, salvo Salta, Tucumán y Catamarca.
En tierras sanjuaninas, Quiroga reprimió el intento del coronel Ramón Bernabé Estomba de organizar un movimiento unitario favorable a Rivadavia. Su avance fue tan rápido que el gobierno sanjuanino solo pudo huir. El 17 de enero de 1827, el riojano ocupó San Juan y el 1 de abril logró imponer su hegemonía sobre las provincias de Cuyo con el tratado de Guanacache, permaneciendo en San Juan hasta inicios de ese mes. Rivadavia animó a Álvarez de Arenales a aprovechar que Quiroga estaba ocupado al sur para que invadiera La Rioja, pero aquel se negó. En cambio, el gobernador salteño dejó que Aráoz de Lamadrid se curara de todas sus heridas y luego lo dejó a cargo de un ejército de 2000 hombres con el que salió a buscar a Quiroga inmediatamente. Por su parte, Bedoya invadió Santiago del Estero con 1500 soldados, pero Ibarra lo dejó tomar la capital provincial y practicó una táctica de tierra arrasada. Pronto se daría la batalla de Rincón de Valladares.

### Análisis
Como señalaba Sarmiento, El Tala fue la primera victoria de Quiroga fuera de los límites de su provincia. Rosa sostuvo que Quiroga empleó la táctica de la retirada fingida, es decir, simular una carga para luego retirarse y dejarse perseguir aparentando estar vencido. Finalmente, sus jinetes giraban y daban batalla al enemigo mientras una tropa reserva atacaba por la retaguardia. Esta maniobra fue posible gracias a su excelente caballería y siempre le dio la victoria, excepto con José María Paz (en La Tablada y Oncativo). Aráoz de Lamadrid cayó en esta trampa al menos dos veces, en El Tala y el Rincón de Valladares.